# Liechtenstein ai Giochi della XXI Olimpiade
Il Liechtenstein partecipò ai Giochi della XXI Olimpiade che si sono svolti a Montréal dal 17 luglio al 1º agosto 1976, con una delegazione di sei atleti impegnati in due discipline: atletica leggera e judo.
Fu l'ottava partecipazione di questo paese ai Giochi. Non fu conquistata nessuna medaglia.